# Leezdorf
Leezdorf – miejscowość i gmina w Niemczech, w kraju związkowym Dolna Saksonia, w powiecie Aurich, wchodzi w skład gminy zbiorowej Brookmerland.